# Constantí V, príncep d'Armènia
Constantí V o Gosdantin V, numerat també com a Constantí IV i com a Constantí III (mort 1362) fou rei del Regne Armeni de Cilícia, fill de Balduí i net de Constantí de Naghir (germà del rei Hethum I), elegit pels nakharark després de l'assassinat de Guiu de Lusignan (Constantí IV) el 17 de novembre de 1344. Va pertànyer per tant a la dinastia hethumiana i no a la dinastia Lusignan.
Altres prínceps van reclamar el tron, essent els principals Bohemon de Lusignan i Lleó de Lusignan, fills de l'antic regent Joan de Lusignan i nebots del rei assassinat. Constantí V va ordenar el seu assassinat però ambdós van poder sortir d'Armènia a temps cap a Xipre.
Constantí V va haver de transigir amb els llatins dels que necessitava l'ajuda, i fins i tot el 1345 va organitzar un concili a Sis en el qual es va establir la unitat de les esglésies romana i armènia, unitat que lògicament mai no fou efectiva.
El 25 de maig de 1347 els mamelucs van assaltar per tercera vegada Ajas (Lajazzo) i aquesta vegada la van conservar.
El 1359 els mamelucs van fer una gran incursió a Cilícia i van saquejar i ocupar les grans ciutats com Adana i Tars. La plana cilícia fou incorporada al soldanat egipci i el regne va quedar reduït a la zona de muntanya.
Es va casar (o ja estava casat al pujar al tron) amb Maria de Korikos, germanastre d'Alícia (executada pel seu marit el rei Lleó V d'Armènia Menor) i filla d'Oshin de Korikos i de Joana d'Anjou. Va tenir dos fills que van morir abans que ell.
Va morir de mort natural el 1363. Els nakharark van refusar altre cop cridar al tron a un Lusignan i van elegir rei a un cosí germà del rei difunt, Constantí VI (sovint anomenat Constantí V o IV), fill d'Hethum i net de Constantí de Naghir (germà del rei Hethum I); Hethum el pare del nou rei, i Balduí, el pare del rei difunt, eren germans.
| Precedit per: Guiu de Lusignan (Constantí IV) | Regne Armeni de Cilícia 1344-1363 | Succeït per: Constantí VI |